# Marville
Marville – miejscowość i gmina we Francji, w regionie Grand Est, w departamencie Moza.
Według danych na rok 1990 gminę zamieszkiwało 518 osób, a gęstość zaludnienia wynosiła 26 osób/km² (wśród 2335 gmin Lotaryngii Marville plasuje się na 579. miejscu pod względem liczby ludności, natomiast pod względem powierzchni na miejscu 175.).